# Gerekte haakspiegelmot
De gerekte haakspiegelmot (Grapholita jungiella) is een vlinder uit de familie bladrollers (Tortricidae). De wetenschappelijke naam is gepubliceerd in 1759 door Clerck.
De soort komt voor in Europa.